# 栁田百織
- 柳田百織

栁田 百織（やなぎだ もおり、1992年9月6日 - ）は、日本の男子バレーボール選手である。

## 来歴
東京都江戸川区出身。小学校時代にバレーボールを始める。
船橋市立船橋高等学校を経て順天堂大学に進学。大学4年時にはキャプテンを務めた。
大学在学中の2014年、V・チャレンジリーグ在籍の富士通カワサキレッドスピリッツの内定選手となる。
リーグがV.LEAGUE DIVISION2となった2018-19シーズンからチームのキャプテンに就任。2017-18シーズンから続くリーグ4連覇に貢献し、2019-20シーズン、2020-21シーズンでは最高殊勲選手賞を受賞した。
2023年5月、第71回黒鷲旗を最後に現役引退。
2024年10月、現役復帰が発表された。

## 人物
- 同姓の柳田将洋は小学校の同級生[7]。第71回黒鷲旗では当時将洋が所属するジェイテクトSTINGSとの対戦が実現したが、将洋は出場機会がなかった[8][5]。
- 藤井直伸は順天堂大学の一年先輩。藤井が胃がんを公表する前日に藤井にバリカンで刈ってもらい丸刈りにしている[7]。

## 所属チーム
- 小岩クラブ
- 江戸川区立小岩第一中学校
- 船橋市立船橋高等学校（2008-2011年）
- 順天堂大学（2011-2015年）
- 富士通カワサキレッドスピリッツ（2015-2023年、2024年-）

## 受賞歴
- 2020年 - 2019-20 V.LEAGUE DIVISION2 MEN 最高殊勲選手賞
- 2021年 - 2020-21 V.LEAGUE DIVISION2 MEN 最高殊勲選手賞
- 2022年 - 2021-22 V.LEAGUE DIVISION2 MEN 敢闘賞
- 2025年 - 第73回黒鷲旗 敢闘賞・ベスト6